# MLB Top 100 di tutti i tempi secondo The Sporting News
La classifica dei migliori cento giocatori della Major League Baseball di tutti i tempi fu pubblicata nel 1999 da The Sporting News, una delle più autorevoli riviste che seguono il mondo del baseball professionistico.
Il processo di votazione durò sei settimane e incluse membri della National Baseball Hall of Fame e altre stelle in attività. Ogni giornalista della rivista coinvolto scelse inizialmente i dieci migliori giocatori da includere, in ordine sparso. Dopo di ciò, i votanti scelsero quali giocatori mettere ai primi dieci posti e in che ordine. Il processo continuò così per le posizioni da 11 a 25, dopo di che furono analizzate liste di 25 giocatori alla volta, sino ad arrivare alla centesima posizione.
I giocatori della Negro League furono inclusi malgrado il non avere mai giocato nelle Major League e furono giudicati secondo le informazioni riportate dagli altri giocatori che vi avevano giocato contro nelle amichevoli promozionali delle NL, dalle citazioni dei giornalisti e dai tifosi che li avevano visti in campo. Dei cento giocatori selezionati, quattro giocarono esclusivamente nelle Negro League: Josh Gibson (#18), Buck Leonard (#47), Cool Papa Bell (#66) e Oscar Charleston (#67).
Sei giocatori che all'epoca erano ancora in attività furono inseriti nella classifica: Barry Bonds (#34), Roger Clemens (#53), Cal Ripken, Jr. (#78), Mark McGwire, Ken Griffey, Jr. (#91) e Wade Boggs (#95). Dei cento giocatori della lista, 95 sono entrati nella Baseball Hall of Fame. Dei cinque esclusi, Bonds, Clemens e McGwire, sono stati tutti coinvolti in anni successivi in vicende legate al doping. Shoeless Joe Jackson e Pete Rose sono invece squalificati a vita dal baseball: il primo per il suo presunto coinvolgimento nello Scandalo dei Black Sox mentre il secondo per avere scommesso su gare della MLB mentre era allenatore dei Cincinnati Reds.

## La classifica

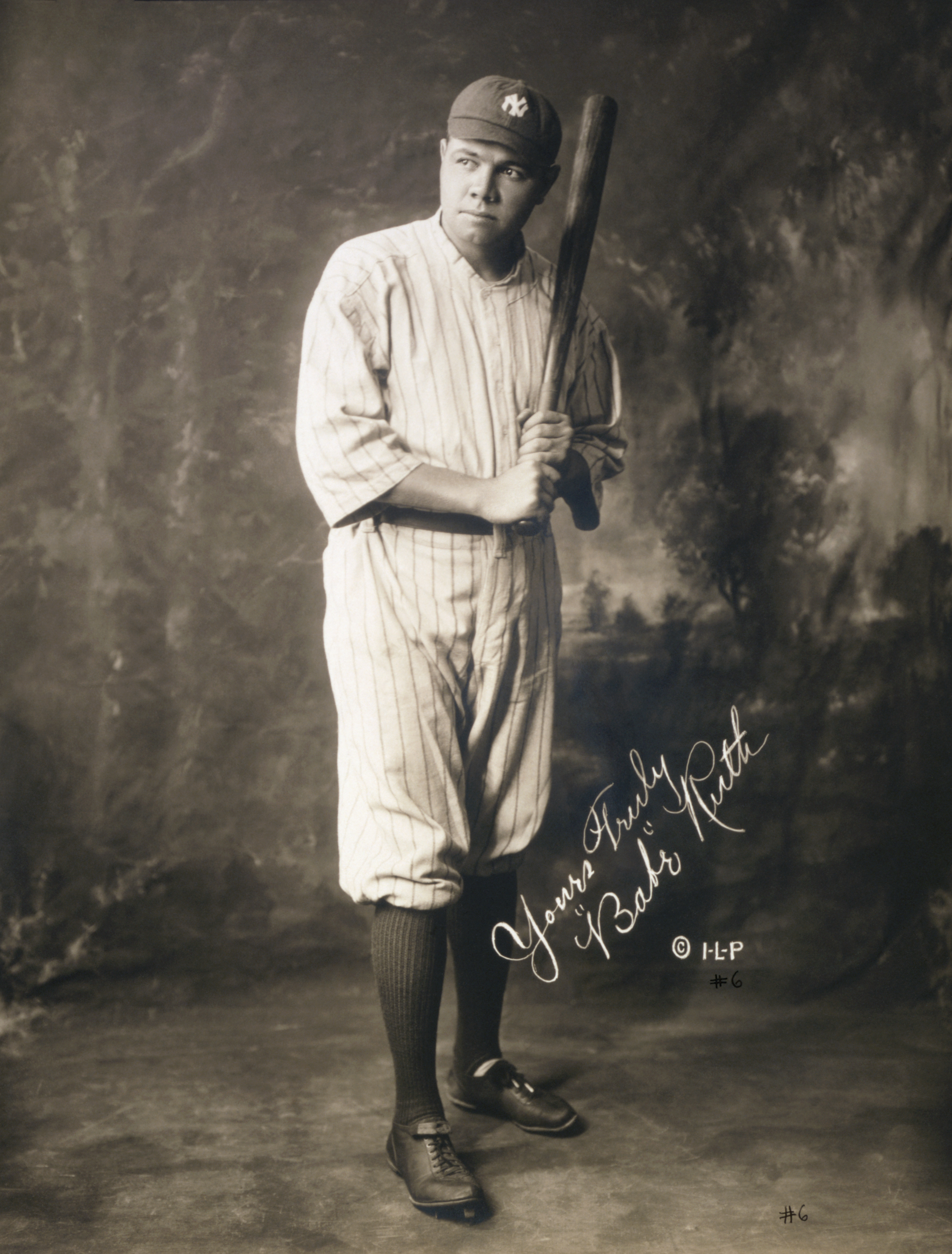
Babe Ruth al numero 1

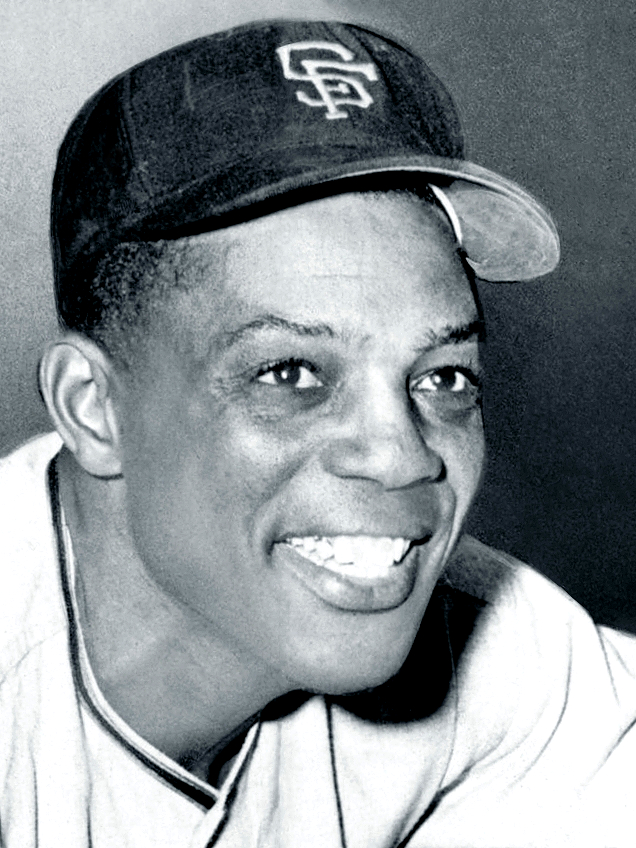
Willie Mays al numero 2

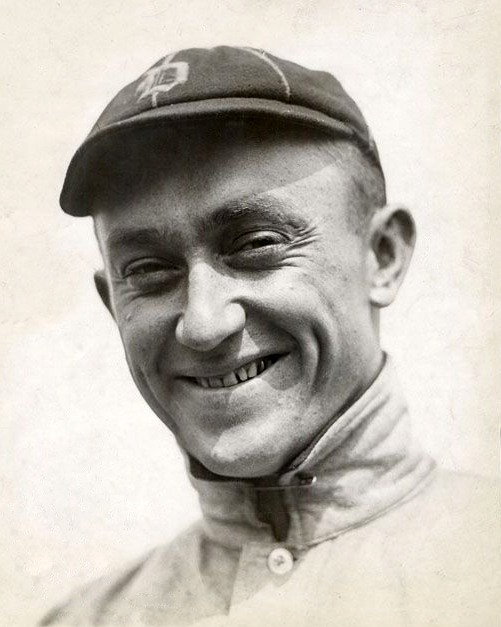
Ty Cobb al numero 3

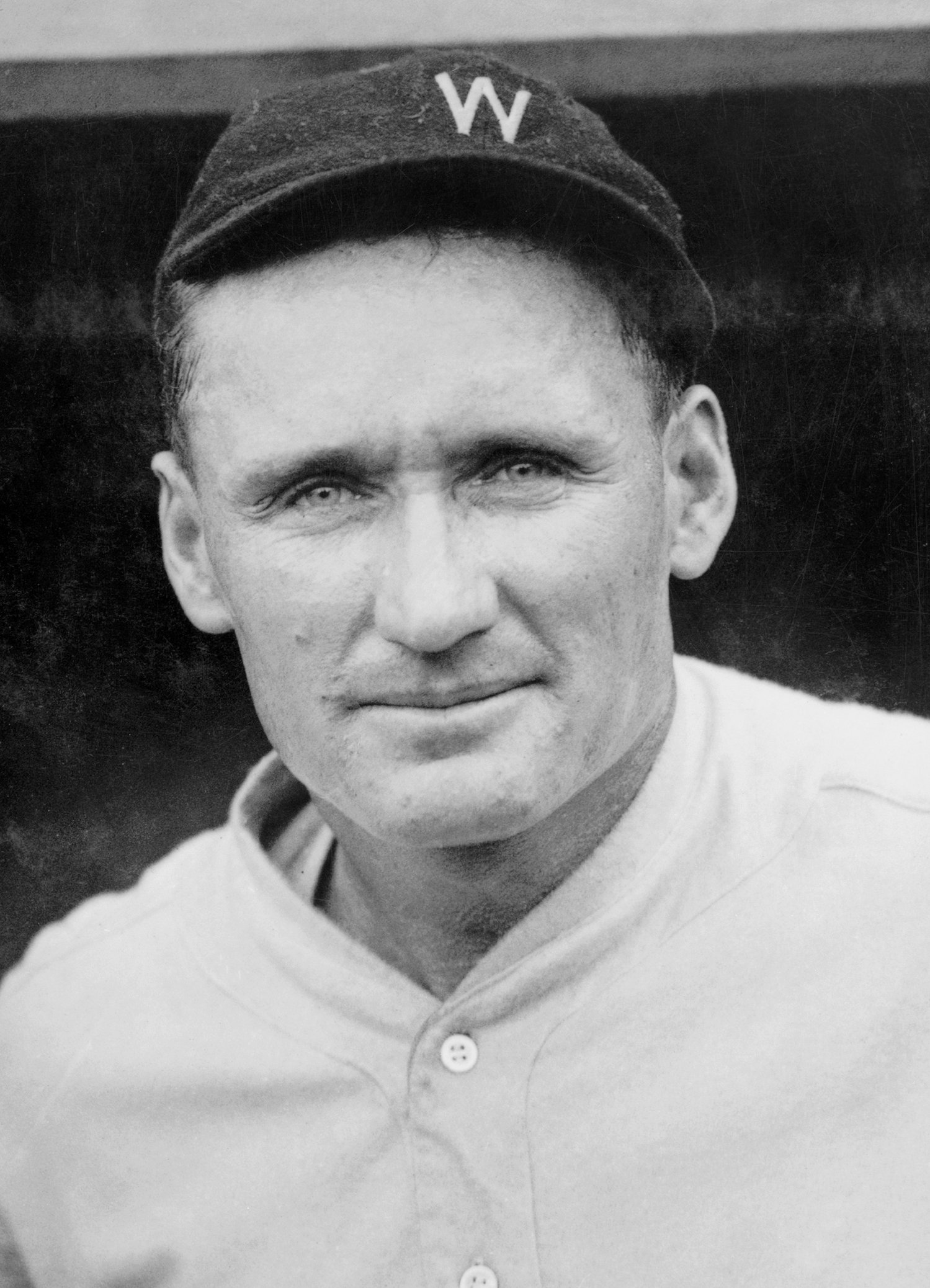
Walter Johnson a numero 4

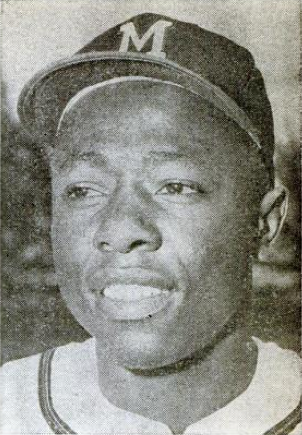
Hank Aaron al numero 5

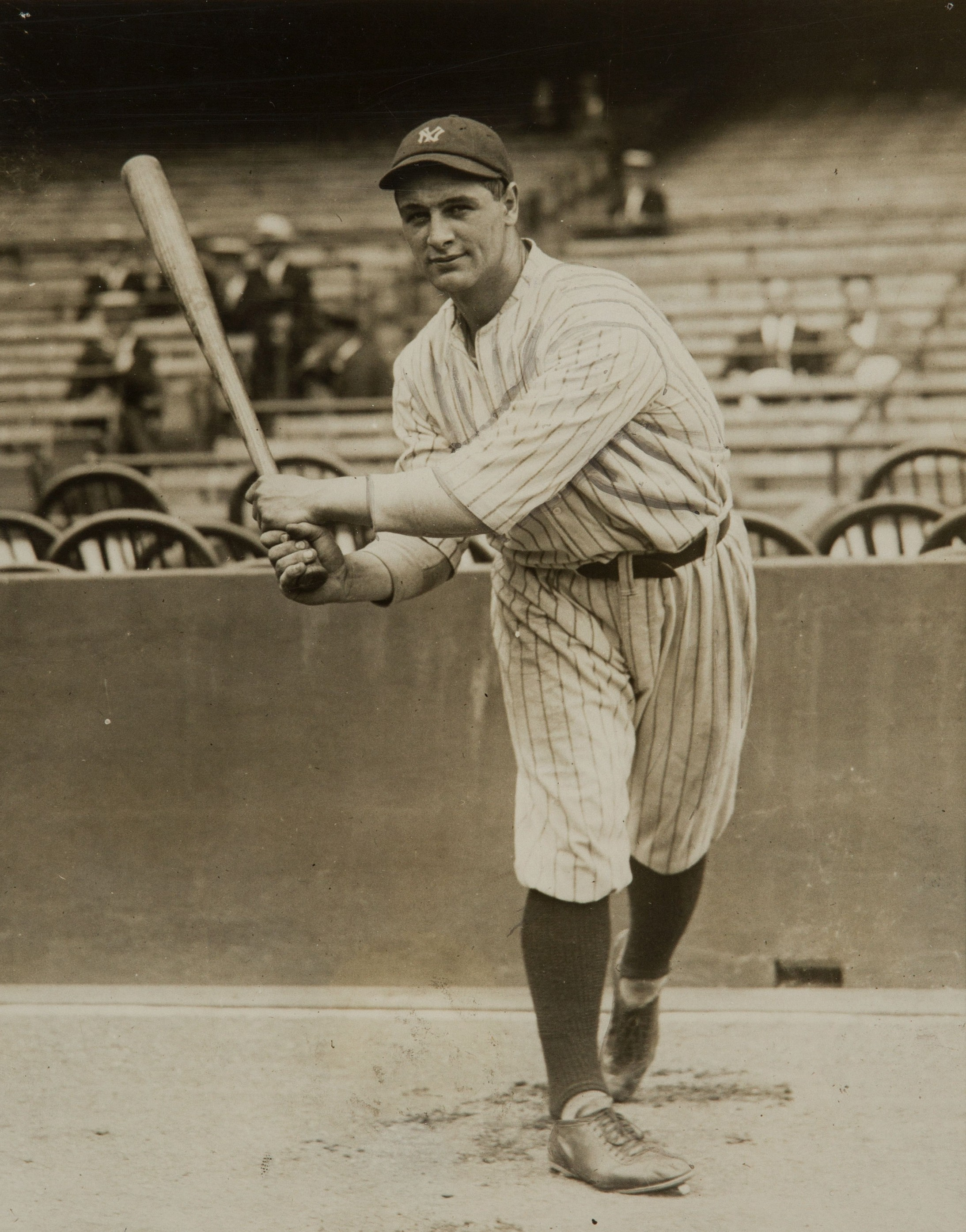
Lou Gehrig al numero 6

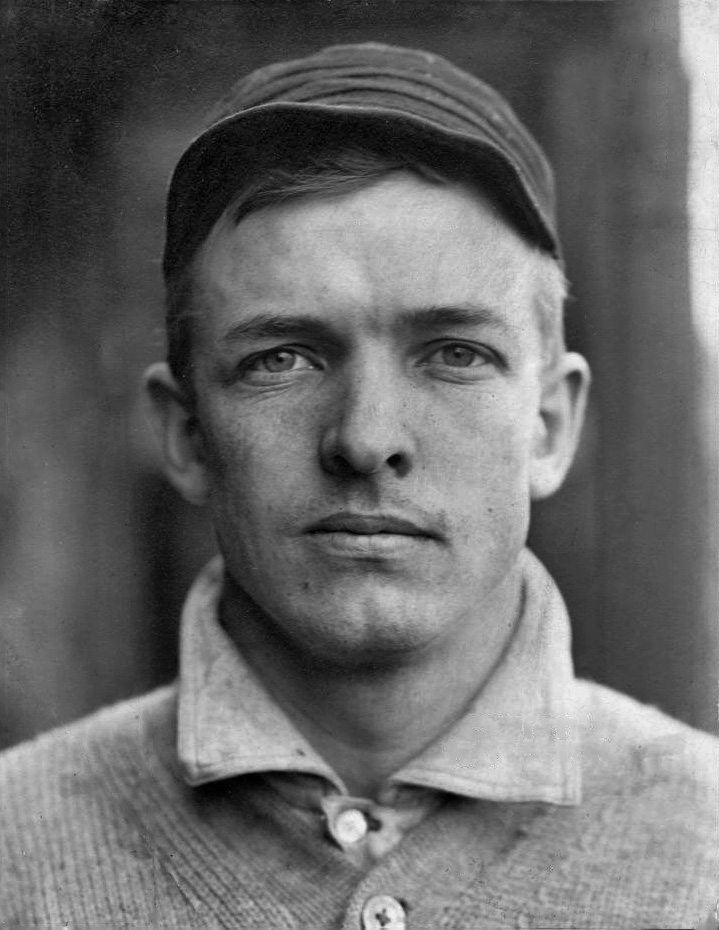
Christy Mathewson al numero 7

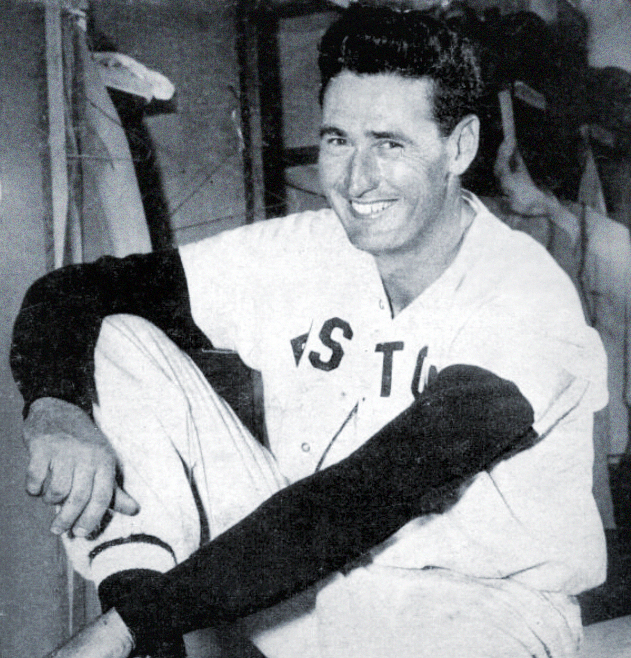
Ted Williams al numero 8

| Pos. | Giocatore            | Squadra/e                                                                                       | Anni       | Ruolo  |
| ---- | -------------------- | ----------------------------------------------------------------------------------------------- | ---------- | ------ |
| 1    | Babe Ruth            | Boston Red Sox, New York Yankees, Boston Braves                                                 | 1914-1935  | OF, P  |
| 2    | Willie Mays          | New York/San Francisco Giants, New York Mets                                                    | 1951-1973  | OF     |
| 3    | Ty Cobb              | Detroit Tigers, Philadelphia Athletics                                                          | 1905-1928  | OF     |
| 4    | Walter Johnson       | Washington Senators                                                                             | 1907-1927  | P      |
| 5    | Hank Aaron           | Milwaukee/Atlanta Braves, Milwaukee Brewers                                                     | 1954-1976  | OF     |
| 6    | Lou Gehrig           | New York Yankees                                                                                | 1923-1939  | 1B     |
| 7    | Christy Mathewson    | New York Giants, Cincinnati Reds                                                                | 1900-1916  | P      |
| 8    | Ted Williams         | Boston Red Sox                                                                                  | 1939-1960  | OF     |
| 9    | Rogers Hornsby       | St. Louis Cardinals, New York Giants, Boston Braves, Chicago Cubs, St. Louis Browns             | 1915-1937  | 2B     |
| 10   | Stan Musial          | St. Louis Cardinals                                                                             | 1941-1963  | OF, 1B |
| 11   | Joe DiMaggio         | New York Yankees                                                                                | 1936-1951  | OF     |
| 12   | Grover Alexander     | Philadelphia Phillies, Chicago Cubs, St. Louis Cardinals                                        | 1911-1930  | P      |
| 13   | Honus Wagner         | Louisville Colonels, Pittsburgh Pirates                                                         | 1897-1917  | SS     |
| 14   | Cy Young             | Cleveland Spiders, St. Louis Cardinals, Boston Red Sox, Cleveland Naps, Boston Rustlers         | 1890-1911  | P      |
| 15   | Jimmie Foxx          | Philadelphia Athletics, Boston Red Sox, Chicago Cubs, Philadelphia Phillies                     | 1925-1945  | 1B     |
| 16   | Johnny Bench         | Cincinnati Reds                                                                                 | 1967-1983  | C      |
| 17   | Mickey Mantle        | New York Yankees                                                                                | 1951-1968  | OF     |
| 18   | Josh Gibson          | Negro League                                                                                    | 1930-1946  | C      |
| 19   | Satchel Paige        | Negro League                                                                                    | 1926-1950  | P      |
| 20   | Roberto Clemente     | Pittsburgh Pirates                                                                              | 1955-1972  | OF     |
| 21   | Warren Spahn         | Boston/Milwaukee Braves, New York Mets, San Francisco Giants                                    | 1942-1975  | P      |
| 22   | Frank Robinson       | Cincinnati Reds, Baltimore Orioles, L.A. Dodgers, California Angels, Cleveland Indians          | 1956-1976  | OF     |
| 23   | Lefty Grove          | Philadelphia Athletics, Boston Red Sox                                                          | 1925-1941  | P      |
| 24   | Eddie Collins        | Philadelphia Athletics, Chicago White Sox                                                       | 1906-1930  | 2B     |
| 25   | Pete Rose            | Cincinnati Reds, Philadelphia Phillies, Montreal Expos                                          | 1963-1986  | OF     |
| 26   | Sandy Koufax         | Brooklyn/Los Angeles Dodgers                                                                    | 1955-1966  | P      |
| 27   | Tris Speaker         | Boston Red Sox, Cleveland Indians, Washington Senators, Philadelphia Athletics                  | 1907-1928  | OF     |
| 28   | Mike Schmidt         | Philadelphia Phillies                                                                           | 1972-1989  | 3B     |
| 29   | Nap Lajoie           | Philadelphia Phillies, Philadelphia Athletics, Cleveland Naps                                   | 1896-1916  | 2B     |
| 30   | Steve Carlton        | S.L. Cardinals, P. Phillies, S.F. Giants, C. White Sox, C. Indians, M. Twins                    | 1965-1988  | P      |
| 31   | Bob Gibson           | St. Louis Cardinals                                                                             | 1959-1975  | P      |
| 32   | Tom Seaver           | New York Mets, Cincinnati Reds, Chicago White Sox, Boston Red Sox                               | 1967-1986  | P      |
| 33   | George Sisler        | St. Louis Browns, Washington Senators, Boston Braves                                            | 1915-1930  | 1B     |
| 34   | Barry Bonds          | Pittsburgh Pirates, San Francisco Giants                                                        | 1986-2007  | OF     |
| 35   | Shoeless Joe Jackson | Philadelphia Athletics Cleveland Naps/Indians, Chicago White Sox                                | 1908-1920  | OF     |
| 36   | Bob Feller           | Cleveland Indians                                                                               | 1936-1956  | P      |
| 37   | Hank Greenberg       | Detroit Tigers, Pittsburgh Pirates                                                              | 1930-1947  | 1B     |
| 38   | Ernie Banks          | Chicago Cubs                                                                                    | 1953-1971  | SS, 1B |
| 39   | Greg Maddux          | Chicago Cubs, Atlanta Braves, Chicago Cubs, Los Angeles Dodgers, San Diego Padres,              | 1986-2008  | P      |
| 40   | Yogi Berra           | New York Yankees, New York Mets                                                                 | 1946-1965  | C      |
| 41   | Nolan Ryan           | New York Mets, California Angels, Houston Astros, Texas Rangers                                 | 1966-1993  | P      |
| 42   | Mel Ott              | New York Giants                                                                                 | 1926-1947  | OF     |
| 43   | Al Simmons           | P. Athletics, C. White Sox, D. Tigers, W. Senators, B. Braves, C. Reds, B. Red Sox              | 1924-1944  | OF     |
| 44   | Jackie Robinson      | Brooklyn Dodgers                                                                                | 1947-1956  | 2B     |
| 45   | Carl Hubbell         | New York Giants                                                                                 | 1928-1943  | P      |
| 46   | Charlie Gehringer    | Detroit Tigers                                                                                  | 1924-1942  | 2B     |
| 47   | Buck Leonard         | Negro League                                                                                    | 1934-1955  | 1B     |
| 48   | Reggie Jackson       | Oakland Athletics, Baltimore Orioles, New York Yankees, California Angels,                      | 1967-1987  | OF     |
| 49   | Tony Gwynn           | San Diego Padres                                                                                | 1982-2001  | OF     |
| 50   | Roy Campanella       | Brooklyn Dodgers                                                                                | 1948-1957  | C      |
| 51   | Rickey Henderson     | Athletics, Yankees, Blue Jays, Padres, Angels, Mets, Mariners, Red Sox, Dodgers                 | 1979-2003  | OF     |
| 52   | Whitey Ford          | New York Yankees                                                                                | 1950-1967  | P      |
| 53   | Roger Clemens        | Boston Red Sox, Toronto Blue Jays, New York Yankees, Houston Astros                             | 1984-2007  | P      |
| 54   | Harry Heilmann       | Detroit Tigers, Cincinnati Reds                                                                 | 1914-1932  | OF, 1B |
| 55   | George Brett         | Kansas City Royals                                                                              | 1973-1993  | 3B     |
| 56   | Willie McCovey       | San Francisco Giants, San Diego Padres, Oakland Athletics                                       | 1959-1980  | 1B     |
| 57   | Bill Dickey          | New York Yankees                                                                                | 1928-1946  | C      |
| 58   | Lou Brock            | Chicago Cubs St. Louis Cardinals                                                                | 1961-1979  | OF     |
| 59   | Bill Terry           | New York Giants                                                                                 | 1923-1936  | 1B     |
| 60   | Joe Morgan           | Houston Astros, Cincinnati Reds, San Francisco Giants, Philadelphia Phillies, Oakland Athletics | 1963-1984  | 2B     |
| 61   | Rod Carew            | Minnesota Twins, California Angels                                                              | 1967-1985  | 1B, 2B |
| 62   | Paul Waner           | Pittsburgh Pirates, Brooklyn Dodgers, Boston Braves, New York Yankees                           | 1926-1944  | OF     |
| 63   | Eddie Mathews        | Boston/ Milwaukee/Atlanta Braves, Houston Astros, Detroit Tigers                                | 1952-1968  | 3B     |
| 64   | Jim Palmer           | Baltimore Orioles                                                                               | 1965-1984  | P      |
| 65   | Mickey Cochrane      | Philadelphia Athletics, Detroit Tigers                                                          | 1925-1937  | C      |
| 66   | Cool Papa Bell       | Negro League                                                                                    | 1922-1942  | OF     |
| 67   | Oscar Charleston     | Negro League                                                                                    | 1915-1941  | OF     |
| 68   | Eddie Plank          | Philadelphia Athletics, St. Louis Terriers, St. Louis Browns                                    | 1901-1917  | P      |
| 69   | Harmon Killebrew     | Washington Senators/Minnesota Twins, Kansas City Royals                                         | 1954-1975  | 1B, 3B |
| 70   | Pie Traynor          | Pittsburgh Pirates                                                                              | 1920-1937  | 3B     |
| 71   | Juan Marichal        | San Francisco Giants, Boston Red Sox, Los Angeles Dodgers                                       | 1960-1975  | P      |
| 72   | Carl Yastrzemski     | Boston Red Sox                                                                                  | 1961-1983  | OF     |
| 73   | Lefty Gomez          | New York Yankees, Washington Senators                                                           | 1930-1943  | P      |
| 74   | Robin Roberts        | Philadelphia Phillies, Baltimore Orioles, Houston Astros, Chicago Cubs                          | 1948-1966  | P      |
| 75   | Willie Keeler        | New York Giants, Brooklyn Grooms/Superbas, Baltimore Orioles, New York Highlanders              | 1892-1910  | OF     |
| 76   | Al Kaline            | Detroit Tigers                                                                                  | 1953-1974  | OF     |
| 77   | Eddie Murray         | Baltimore Orioles, Los Angeles Dodgers, New York Mets, Cleveland Indians, Anaheim Angels        | 1977-1997  | 1B     |
| 78   | Cal Ripken Jr.       | Baltimore Orioles                                                                               | 1981-2001  | SS, 3B |
| 79   | Joe Medwick          | St. Louis Cardinals, Brooklyn Dodgers, New York Giants, Boston Braves                           | 1932-1948  | OF     |
| 80   | Brooks Robinson      | Baltimore Orioles                                                                               | 1955-1977  | 3B     |
| 81   | Willie Stargell      | Pittsburgh Pirates                                                                              | 1962-1982  | OF, 1B |
| 82   | Ed Walsh             | Chicago White Sox, Boston Braves                                                                | 1904-1917  | P      |
| 83   | Duke Snider          | Brooklyn/Los Angeles Dodgers, New York Mets, San Francisco Giants                               | 1947-1964  | OF     |
| 84   | Sam Crawford         | Cincinnati Reds, Detroit Tigers                                                                 | 1899, 1917 | OF     |
| 85   | Dizzy Dean           | St. Louis Cardinals, Chicago Cubs, St. Louis Browns                                             | 1930-1947  | P      |
| 86   | Kirby Puckett        | Minnesota Twins                                                                                 | 1984-1995  | OF     |
| 87   | Ozzie Smith          | San Diego Padres, St. Louis Cardinals                                                           | 1978-1996  | SS     |
| 88   | Frankie Frisch       | New York Giants, St. Louis Cardinals                                                            | 1919-1937  | 2B     |
| 89   | Goose Goslin         | Washington Senators, St. Louis Browns, Detroit Tigers                                           | 1921-1938  | OF     |
| 90   | Ralph Kiner          | Pittsburgh Pirates, Chicago Cubs, Cleveland Indians                                             | 1946-1955  | OF     |
| 91   | Mark McGwire         | Oakland Athletics, St. Louis Cardinals                                                          | 1986-2001  | 1B     |
| 92   | Chuck Klein          | Philadelphia Phillies, Chicago Cubs, Pittsburgh Pirates                                         | 1928-1944  | OF     |
| 93   | Ken Griffey Jr.      | Seattle Mariners, Cincinnati Reds, Chicago White Sox                                            | 1989-2001  | OF     |
| 94   | Dave Winfield        | S.D. Padres, N.Y. Yankees, C. Angels, T. Blue Jays, M. Twins, C. Indians                        | 1973-1995  | OF     |
| 95   | Wade Boggs           | Boston Red Sox, New York Yankees, Tampa Bay Devil Rays                                          | 1982-1999  | 3B     |
| 96   | Rollie Fingers       | Oakland Athletics, San Diego Padres, Milwaukee Brewers                                          | 1968-1985  | P      |
| 97   | Gaylord Perry        | Giants, Indians, Rangers, Padres, Yankees, Braves, Mariners, Royals                             | 1962-1983  | P      |
| 98   | Dennis Eckersley     | Cleveland Indians, Boston Red Sox, Chicago Cubs, Oakland Athletics, St. Louis Cardinals         | 1975-1998  | P      |
| 99   | Paul Molitor         | Milwaukee Brewers, Toronto Blue Jays, Minnesota Twins                                           | 1978-1998  | IF     |
| 100  | Early Wynn           | Washington Senators, Cleveland Indians, Chicago White Sox                                       | 1939-1963  | P      |